# Ruisrock
 (octobre 2023).
Ruisrock est un festival de musique organisé sur l'île de Ruissalo à Turku en Finlande depuis 1970.

## Histoire
Créé en 1970, le festival est le festival de rock ayant le plus duré sans interruption, à part du Pinkpop Festival aux Pays-Bas. 
Pendant 30 ans, il est organisé alternativement par la société musicale de Turku, le conseil musical de la ville de Turku et la fondation de festival de musique de Turku.
De nos jours il est organisé par la société Vantaan Festivaalit Oy.

## Groupes musicaux
Parmi les groupes musicaux ayant joué au Ruisrock citons :

### Années 1970
| Année | Groupes                                                                            |
| ----- | ---------------------------------------------------------------------------------- |
| 1970  | Colosseum                                                                          |
| 1971  | Family, The Kinks, Canned Heat, Fairport Convention, Jeff Beck Group, Pink Fairies |
| 1972  | Uriah Heep, MC5, Lindisfarne                                                       |
| 1973  | Status Quo                                                                         |
| 1974  | Nazareth, Procol Harum                                                             |
| 1975  | Mahavishnu Orchestra                                                               |
| 1976  | The Sensational Alex Harvey Band, Chuck Berry                                      |
| 1977  | Thin Lizzy                                                                         |
| 1978  | The Boomtown Rats, Uriah Heep                                                      |
| 1979  | The Clash                                                                          |

### Années 1980
| Année | Groupes                            |
| ----- | ---------------------------------- |
| 1980  | The Jam, The Selecter              |
| 1981  | UB40, Girlschool                   |
| 1982  | U2                                 |
| 1983  | Whitesnake                         |
| 1984  | The Alarm, Nina Hagen              |
| 1985  | The Cure                           |
| 1986  | The Damned                         |
| 1987  | The Pretenders                     |
| 1988  | The Stranglers                     |
| 1989  | Tanita Tikaram, Georgia Satellites |

### Années 1990
| Année | Groupes                                                        |
| ----- | -------------------------------------------------------------- |
| 1990  | Soundgarden, Bob Dylan, Midnight Oil                           |
| 1991  | Billy Idol                                                     |
| 1992  | Nirvana                                                        |
| 1993  | Faith No More, Chris Isaak, Jethro Tull                        |
| 1994  | Aerosmith                                                      |
| 1995  | Simple Minds, Bon Jovi                                         |
| 1996  | Blur, Pulp, Neil Young                                         |
| 1997  | David Bowie, Sting, Nick Cave and the Bad Seeds, Pet Shop Boys |
| 1998  | Beastie Boys, Jesus and Mary Chain                             |
| 1999  | Metallica, Ministry , Blondie                                  |

### Années 2000
| Année | Groupes                                                       |
| ----- | ------------------------------------------------------------- |
| 2000  | Oasis, Iron Maiden, Lou Reed                                  |
| 2001  | Hellacopters                                                  |
| 2002  | Kent                                                          |
| 2003  | Manic Street Preachers, Dio, The Cardigans                    |
| 2004  | Motörhead, Stray Cats, Hawkwind                               |
| 2005  | Within Temptation, Rammstein                                  |
| 2006  | New York Dolls, Morrissey, Tool, Flogging Molly, Saxon, Opeth |
| 2007  | Billy Talent                                                  |
| 2008  | Interpol, Primal Scream, Bullet for my Valentine, Anti-Flag   |
| 2009  | Slipknot, Volbeat                                             |

### Années 2010
| Année | Groupes                                                     |
| ----- | ----------------------------------------------------------- |
| 2010  | Canned Heat, Ozzy Osbourne, NOFX, The Specials, Amon Amarth |
| 2011  | The National, Nekromantix, Paramore                         |
| 2012  | Suicidal Tendencies, Pulp, Bloc Party                       |
| 2013  | Amorphis, The Sounds, Editors                               |
| 2014  | The Offspring, Suede                                        |

### Années 2020
| Année | Groupes |
| ----- | --- |
| 2024  | The Chainsmokers, PMMP, Stormzy, Don Toliver, J Hus, Louis Tomlinson, Offset, Trippie Redd, Alok, Ashnikko, bar italia, Joker Out, Mø, Romy, Sexyy Red, Sub Focus, Yaeger, Behm, Gasellit, Gettomasa, ibe, Jenni Vartiainen, Kaija Koo, KUUMAA, Käarijä, SANNI, Aliisa Syrjä, ANI, Antti Autio, Arppa, Bee, Blind Channel, Business City, Bämä, Cledos, Ege Zulu & Orchestre, Ellinoora, Elsa Brotherus, emma & matilda, Evelina, F, Fröbelin Palikat, good boys, Hassan Maikal, HUGO & AHTI, IISA, Isac Elliot, jambo & band, Karri Koira, LASTOUT, Lauri Haav, Luukas Oja, Mirella, MODEM, Orvokki, Pariisin kevät, pehmoaino, Pebekka Holi, Robin Packalen, Sexmane, SHRTY, TUULI, Ursus Factory, Vesta, Vilma Jäa, Windows95man |

## Public
| Année | Vendredi | Samedi | Dimanche | Total   | Réf.   |
| ----- | -------- | ------ | -------- | ------- | ------ |
| 2008  | 20 000   | 30 000 | 19 000   | 69 000  | [ 1 ]  |
| 2009  | 27 000   | 35 000 | 30 000   | 92 000  | [ 2 ]  |
| 2010  | 21 000   | 30 000 | 20 000   | 71 000  | [ 3 ]  |
| 2011  | 24 000   | 27 000 | 16 000   | 67 000  | ,      |
| 2012  | 16 000   | 30 000 | 17 000   | 63 000  | [ 6 ]  |
| 2013  | 18 000   | 29 000 | 24 000   | 71 000  | [ 7 ]  |
| 2014  | 35 000   | 35 000 | 23 000   | 93 000  | [ 8 ]  |
| 2015  | 35 000   | 35 000 | 25 000   | 95 000  | [ 9 ]  |
| 2016  | 35 000   | 35 000 | 30 000   | 100 000 | [ 10 ] |
| 2017  | 35 000   | 35 000 | 35 000   | 105 000 | [ 11 ] |
| 2018  | 35 000   | 35 000 | 35 000   | 105 000 | [ 12 ] |
| 2019  | 35 000   | 35 000 | 35 000   | 105 000 | [ 13 ] |
| 2020  | –        | –      | –        | Annulé  | ,      |